# Список дипломатических миссий Чили

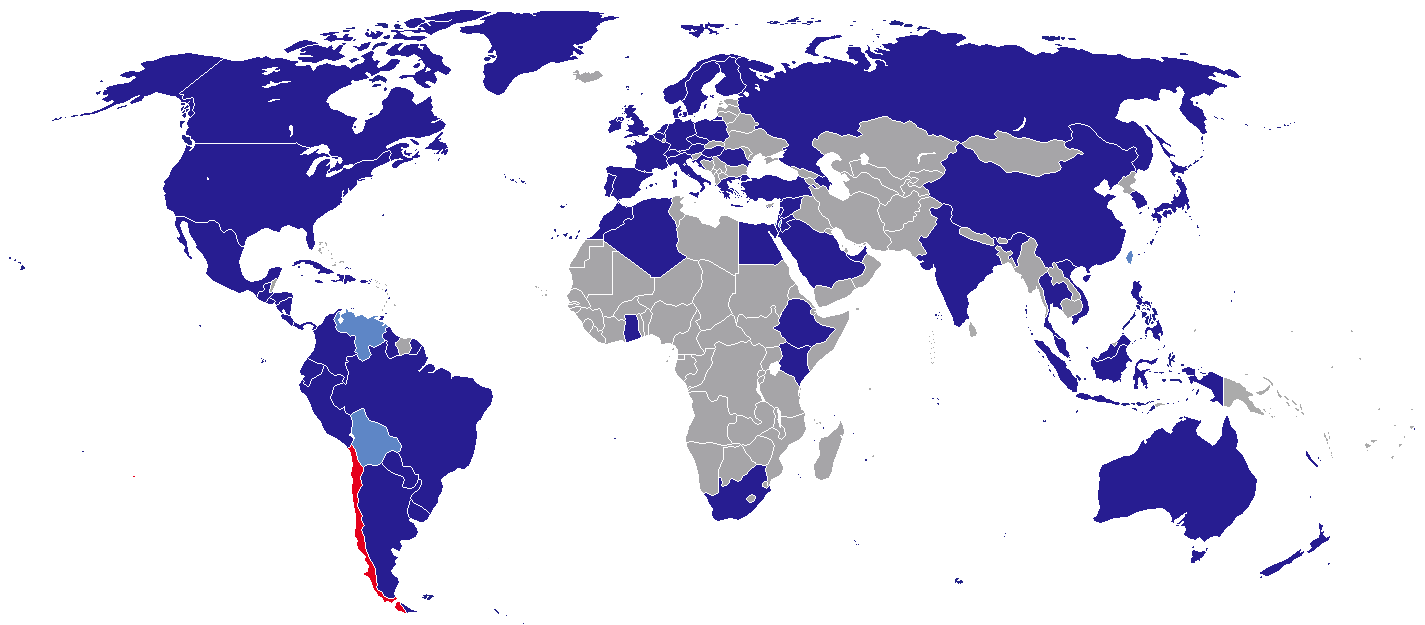

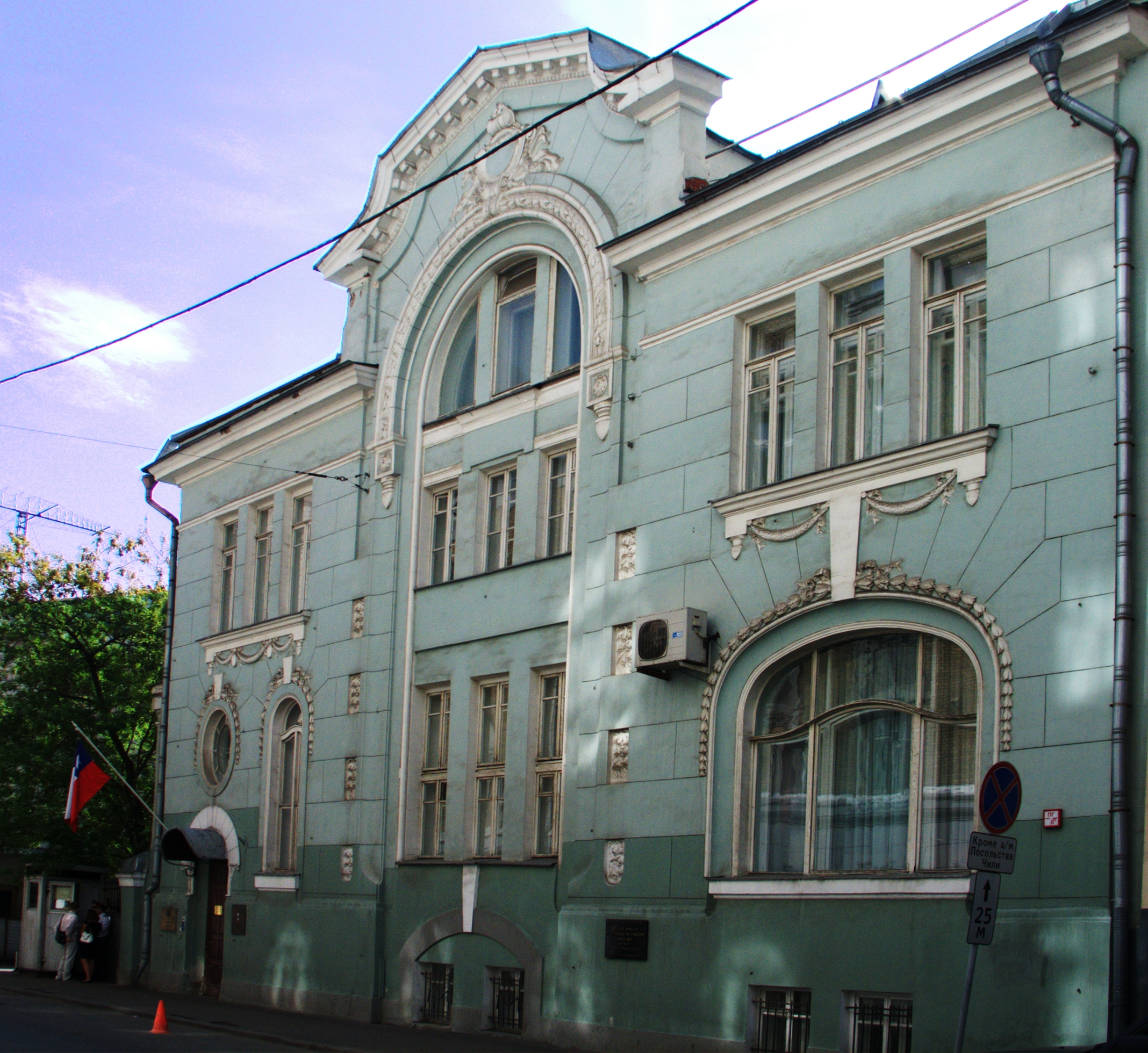
Посольство Чили в Москве

Список дипломатических миссий Чили — дипломатические представительства Чили сосредоточены преимущественно в странах Америки, Европы и Тихоокеанского бассейна.

## Европа
- Австрия, Вена (посольство)
- Азербайджан, Баку (посольство)
- Бельгия, Брюссель (посольство)
- Хорватия, Загреб (посольство)
- Чехия, Прага (посольство)
- Дания, Копенгаген (посольство)
- Финляндия, Хельсинки (посольство)
- Франция, Париж (посольство)
- Германия, Берлин (посольство)
  - Франкфурт-на-Майне (генеральное консульство)
  - Гамбург (генеральное консульство)
  - Мюнхен (генеральное консульство)
- Греция, Афины (посольство)
- Ватикан (посольство)
- Венгрия, Будапешт (посольство)
- Ирландия, Дублин (посольство)
- Италия, Рим (посольство)
  - Милан (генеральное консульство)
- Нидерланды, Гаага (посольство)
  - Амстердам (генеральное консульство)
- Норвегия, Осло (посольство)
- Польша, Варшава (посольство)
- Португалия, Лиссабон
- Румыния, Бухарест(посольство)
- Россия, Москва (посольство)
- Испания, Мадрид (посольство)
  - Барселона (консульство)
- Швеция, Стокгольм (посольство)
  - Гётеборг (консульство)
- Швейцария, Берн (посольство)
- Великобритания, Лондон (посольство)

## Северная Америка
- Канада, Оттава (посольство)
  - Монреаль (генеральное консульство)
  - Торонто (генеральное консульство)
  - Ванкувер (генеральное консульство)
- Коста-Рика, Сан-Хосе (посольство)
- Куба, Гавана (посольство)
- Доминиканская республика, Санто-Доминго (посольство)
- Сальвадор, Сан-Сальвадор (посольство)
- Гватемала, Гватемала (посольство)
- Гаити, Порт-о-Пренс (посольство)
- Гондурас, Тегусигальпа (посольство)
- Ямайка, Кингстон (посольство)
- Мексика, Мехико (посольство)
- Никарагуа, Манагуа (посольство)
- Панама, Панама (посольство)
- Тринидад и Тобаго, Порт-оф-Спейн (посольство)
- США, Вашингтон (посольство)
  - Чикаго (генеральное консульство)
  - Хьюстон (генеральное консульство)
  - Лос-Анджелес (генеральное консульство)
  - Майями (генеральное консульство)
  - Нью-Йорк (генеральное консульство)
  - Филадельфия (генеральное консульство)
  - Сан-Франциско (генеральное консульство)
  -  Пуэрто-Рико, Сан-Хуан (генеральное консульство)

## Южная Америка
- Аргентина, Буэнос-Айрес (посольство)
  - Барилоче (генеральное консульство)
  - Кордова (генеральное консульство)
  - Мендоса (генеральное консульство)
  - Неукен (генеральное консульство)
  - Рио-Гальегос (генеральное консульство)
  - Росарио (генеральное консульство)
  - Сальта (генеральное консульство)
  - Баия-Бланка (консульство)
  - Комодоро-Ривадавия(консульство)
  - Мар-дель-Плата (консульство)
  - Рио-Гранде (консульство)
  - Ушуая (консульство)
- Боливия, Ла-Пас (генеральное консульство)
  - Санта-Крус-де-ла-Сьерра (генеральное консульство)
- Бразилия, Бразилиа (посольство)
  - Порту-Алегри (генеральное консульство)
  - Рио-де-Жанейро(генеральное консульство)
  - Сан-Паулу (генеральное консульство)
- Колумбия, Богота (посольство)
- Эквадор, Кито (посольство)
  - Гуаякиль (генеральное консульство)
- Парагвай, Асунсьон (посольство)
- Перу, Лима (посольство)
  - Такна (генеральное консульство)
- Уругвай, Монтевидео (посольство)
- Венесуэла, Каракас (посольство)
  - Пуэрто-Ордас (генеральное консульство)

## Ближний Восток
- Израиль, Иерусалим (посольство)
- Иордания, Амман (посольство)
- Ливан, Бейрут (посольство)
- Государство Палестина, Рамаллах (представительство)
- Сирия, Дамаск (посольство)
- Турция, Анкара (посольство)
- ОАЭ, Абу-Даби (посольство)

## Африка
- Алжир, Эль-Джазаир (посольство)
- Египет, Каир (посольство)
- Кения, Найроби (посольство)
- Марокко, Рабат (посольство)
- ЮАР, претория (посольство)

## Азия
- Китай, Пекин (посольство)
  - Гонконг (генеральное консульство)
  - Шанхай (генеральное консульство)
- Индия, Нью-Дели (посольство)
- Индонезия, Джакарта (посольство)
- Япония, Токио (посольство)
- Южная Корея, Сеул (посольство)
- Малайзия, Куала-Лумпур (посольство)
- Филиппины, Манила (посольство)
- Сингапур (посольство)
- Тайвань, Тайбэй (торговое представительство)
- Таиланд, Бангкок (посольство)
- Вьетнам, Ханой (посольство)

## Океания
- Австралия, Канберра (посольство)
  - Мельбурн (генеральное консульство)
  - Сидней (генеральное консульство)
- Новая Зеландия, Веллингтон (посольство)

## Международные организации
- - Брюссель (делегация при ЕС)
  - Женева (делегация при учреждениях ООН)
  - Монтевидео (делегация при ALADI и MERCOSUR)
  - Нью-Йорк (делегация при ООН)
  - Париж (делегация при ЮНЕСКО)
  - Вена (делегация при учреждениях ООН)
  - Вашингтон (делегация при ОАГ)